# المعهد الوطني للأرصاد الجوية (البرازيل)
المعهد الوطني للأرصاد الجوية هي المنظمة الوطنية لعلم الأرصاد الجوية في البرازيل، والمسؤولة عن التنبؤ بالطقس، وجمع البيانات المناخية، وتنبيه الجمهور بالطقس القاسي. وهي جزء من وزارة الزراعة والثروة الحيوانية والتموين الغذائي.
توظف 99 شخصًا بميزانية سنوية تبلغ حوالي 16 مليون دولار أمريكي، وهي عضو في المنظمة العالمية للأرصاد الجوية. مديرها اعتبارًا من أبريل 2021 هو ميغيل إيفان لاسيردا دي أوليفيرا.
ترجع أصول المعهد الوطني للأرصاد الجوية إلى مرسوم صدر عام 1909 عن رئيس البرازيل آنذاك نيلو بيتشانها، بتأسيس مديرية الأرصاد الجوية والفلك المشار إليها باسم «مديرية الأرصاد الجوية وعلم الفلك».